# ستيفن كوادروس
ستيفن كوادروس (بالإنجليزية: Stephen Quadros)‏ هو مقدم تلفزيوني وممثل أمريكي، ولد في 9 نوفمبر 1952 بسانتا كروز في الولايات المتحدة.

## أعمال

### أفلام
- (1990) رياح الشيطان

## وصلات خارجية
- ستيفن كوادروس على موقع IMDb (الإنجليزية)
- ستيفن كوادروس على موقع قاعدة بيانات الفيلم (الإنجليزية)